# Гренічері (Арад)
Гренічері (рум. Grăniceri) — село у повіті Арад в Румунії. Адміністративний центр комуни Гренічері.
Село розташоване на відстані 439 км на північний захід від Бухареста, 39 км на північ від Арада, 84 км на північ від Тімішоари.

## Населення
За даними перепису населення 2002 року у селі проживали 1362 особи.
Національний склад населення села:
| Національність | Кількість осіб | Відсоток |
| -------------- | -------------- | -------- |
| румуни         | 1252           | 91,9%    |
| цигани         | 49             | 3,6%     |
| німці          | 38             | 2,8%     |
| угорці         | 23             | 1,7%     |

Рідною мовою назвали:
| Мова      | Кількість осіб | Відсоток |
| --------- | -------------- | -------- |
| румунська | 1307           | 96,0%    |
| німецька  | 25             | 1,8%     |
| угорська  | 18             | 1,3%     |
| циганська | 12             | 0,9%     |